# Leonora Marescoe
Leonora Marescoe, född Lethiulliers 1637, död 1715, var en engelsk affärsidkare. Hon tillhörde de mest framträdande av köpmansklassen i restaurationstidens London. Hon ledde handelshuset Marescoe-Joyes 1670–1675.  
Leonora Marescoe tillhörde en koloni av hugenotter från Spanska Nederländerna; hennes far var en framträdande köpman i London. Hon gifte sig 1658 med Charles Marescoe, som också var emigrant från Spanska Nederländerna och som under 1660-talet var en av de rikaste köpmännen i London. Efter sin makes död 1670 övertog hon hans företag. Hon gifte sig fem år senare med hans före detta lärling Jacob David. Handelshuset Marescoe-Joyes tillhörde de främsta i London. Det handlade bland annat med koppar och hade täta handelsförbindelser med Östersjön och Stockholm. 